# Samuel Braun
Samuel Braun (ou Brun), né à Bâle le 19 mars 1590 et mort dans la même ville le 31 juillet 1668, est un chirurgien-barbier et explorateur suisse.

## Biographie
Samuel Braun s'embarque à Amsterdam à l'âge de 21 ans pour l'Afrique occidentale en qualité de chirurgien de bord. Ce premier voyage de deux ans qui l'amène au Congo fut le premier d'une longue série d'expéditions sur la côte occidentale de l'Afrique, de la Sierra Leone à l'embouchure du Congo, et en Mer Méditerranée.
Médecin, il s'intéresse aux maladies tropicales comme la filaire de Médine, mais son activité scientifique est beaucoup plus vaste. À son retour à Bâle après 10 ans d'absence, il rassemble ses observations ethnographiques, zoologiques et botaniques et publia le récit de ses voyages.

## Sources bibliographiques
- (de) Ralph Andreas Melzer, « Samuel Braun (1590-1668), seefahrender Basler Wundarzt », Zürcher medizingeschichtliche Abhandlungen, no 268,‎ 1996, p. 164  (ISBN 3260054030)
- Recherches, découvertes et inventions de médecins suisses, Exposition de livres et de manuscrits organisée avec l'appui de la Ciba S.A., Bâle par la Bibliothèque cantonale et universitaire de Lausanne, du 13 octobre au 3 novembre 1946, Bâle, Ciba, p. 21-22.